# Ayyur
Ayyur was een oude godheid die door de Berbers is aanbeden in de oudheid. De naam "Ayyur" betekent letterlijk de maan, en hij was ook een maangod volgens de Berbers. Zijn naam werd ook gebruikt als term om het woord "maand" aan te duiden.
Herodotus schreef in de vijfde eeuw v.Chr. dat de Berbers aan de zon en de maan offerden. Hiernaast schreef Ibn Khaldoen dat de Berbers tot de veertiende eeuw na Chr. de maan, de zon en de sterren bleven aanbidden. De naam "Ayyur" komt voor in verschillende inscripties die de oude Berbers nagelaten hebben.